# Тригве Ховелму
Тригве Магнус Ховелму (на норвежки: Trygve Magnus Haavelmo) е норвежки икономист, удостоен с Нобелова награда за икономика през 1989 г. за изясняването на теорията на вероятностите като основа на иконометриката и за анализите му на едновременните икономически структури.

## Биография
Тригве Ховелму е роден на 13 декември 1911 г. в община Шедсму, Норвегия. Получава висшето си образование в университета в Осло. През 1939 г. е един от студентите, избрани да посетят САЩ по образователна програма („Фулбрайт“). Остава в щатите до 1947 г.
Преподавател по икономика е в Чикагския университет, а също така и в университета в Осло (макроикономика).
През 1989 г. получава Нобелова награда за икономика, с което става вторият норвежец, получавал това отличие (след Рагнар Фриш, първият лауреат, заедно с Ян Тинберген).
Умира на 26 юли 1999 г. в Осло, Норвегия на 87-годишна възраст.